# Antrodiella citrea
Antrodiella citrea är en svampart som först beskrevs av Miles Joseph Berkeley, och fick sitt nu gällande namn av Leif Ryvarden 1984. Antrodiella citrea ingår i släktet Antrodiella och familjen Phanerochaetaceae.   Inga underarter finns listade i Catalogue of Life.